# Motegi
Motegi (茂木町, Motegi-machi) est un bourg du district de Haga, dans la préfecture de Tochigi au Japon.

## Géographie

### Situation

Le bourg de Motegi dans la préfecture de Tochigi.

Motegi est situé dans le sud-est de la préfecture de Tochigi.

### Démographie
Au 1er janvier 2022, la population s'élevait à 11 540 habitants répartis sur une superficie de 172,69 km2.

### Hydrographie
Le bourg est traversé par le fleuve Naka.

## Histoire
Le bourg moderne de Motegi a été créé en 1889.

## Sports
Le circuit de course Twin Ring Motegi est situé dans l'est du bourg.

## Transports
Le bourg est desservi par la ligne Mōka de la Moka Railway.